# EN255
A EN 255 é uma estrada nacional que integra a rede nacional de estradas de Portugal. Está dividida em dois troços: Borba (A6)–Alandroal e Moura–Serpa (N260), com 15 km e 27 km de comprimento, respetivamente. A Estrada Regional 255, que liga Alandroal a Moura, também era em tempos parte da N255.

## Troços

### Borba (A6)–Alandroal
Este troço tem cerca de 15 km de comprimento e liga a A6 em Borba à vila do Alandroal, passando por Vila Viçosa. Em 25 de março de 2004 foi inaugurada uma variante de 9 km entre Borba e Vila Viçosa, que permitiu retirar o tráfego do interior destas duas sedes de município. Na sequência da construção da variante Borba–Vila Viçosa, o traçado original da N255 foi desclassificado para estrada municipal (M255). No caso do município de Borba, a propriedade da antiga estrada foi transferida do Estado para o município em 2005.
No dia 19 de novembro de 2018 um troço da M255 entre Borba e Vila Viçosa abateu, fazendo com que dois carros e uma retroescavadora caíssem para o fundo de uma pedreira, provocando 5 mortos.

### Moura–Serpa (N260)
Este troço tem cerca de 27 km de comprimento e liga a cidade de Moura a Serpa, na N260, futuro IP8. 

## Percurso

### Borba (A6) – Alandroal
| Nome da Saída/Localidade Intermédia | Estrada que liga |
| ----------------------------------- | ---------------- |
| Borba                               | A 6 N 4          |
| Vila Viçosa                         | N 254            |
| Alandroal                           | N 373; R 373     |

### Moura – Serpa (N260)
| Nome da Saída/Localidade Intermédia | Estrada que liga |
| ----------------------------------- | ---------------- |
| Moura                               | N 258            |
| Pias                                | R 392            |
| Fonte da Pedra                      |                  |
| Serpa                               | IP 8             |